# Charles François Lacroix de Marseille
Cet article possède un paronyme, voir Charles de Lacroix.
Pour les articles homonymes, voir Lacroix.
Charles François Grenier de Lacroix, dit Charles François Lacroix de Marseille, né vers 1700 à Marseille, mort à Berlin en 1779 ou 1782 est un peintre français.

## Biographie
Charles François Lacroix de Marseille est un peintre de paysage et de marines dans le goût de Claude Joseph Vernet, Jean-Joseph Kapeller (1702-1790) et Henry d'Arles. Élève et imitateur de Joseph Vernet, il séjourne à Rome en 1754. À partir de 1776, il expose avec beaucoup de succès et passe une bonne partie de sa vie entre l'Italie et la Provence. En 1780, il publie une annonce pour accueillir des élèves dans son atelier à Paris. Jean-Jacques Le Veau et Noël Le Mire ont gravé quelques-uns de ses tableaux.

## Œuvres dans les collections publiques
Aux États-Unis
- Dallas, musée d'art de Dallas : Scène portuaire au coucher du soleil.

En France
- Bordeaux, musée des beaux-arts :
  - Marine[2] ;
  - La Gondole italienne[3].
- Bourg-en-Bresse, musée Brou :
  - Marine, effet d'orage[4] ;
  - Marine, effet de matin[5].
- Dijon :
  - musée des beaux-arts :
    - Marine[6] ;
    - Marine au soleil couchant[7] ;
    - Marine de nuit[8] ;
    - Soleil couchant sur un port[9].

  - musée Magnin : Marine, effet de nuit[10].
- La Fère, musée Jeanne d'Aboville : 
  - Scène de naufrage
  - Paysage avec pécheurs
- Libourne, musée des beaux-arts : Les Cascades de Tivoli[11].
- Lille, palais des beaux-arts : Marine[12].
- Malmaison, château de Malmaison :
  - Vue d'un port[13] ;
  - Vue d'une côte rocheuse[14].
- Marseille, musée des beaux-arts :
  - Marine[15] ;
  - Bords de mer[16], Bords de mer[17].
- Montauban, musée Ingres :
  - Marine[18] ;
  - Marine[19].
- Orléans, musée des beaux-arts :
  - Marine, vue de la Méditerranée[20] ;
  - Paysage[21].
- Rouen, musée des beaux-arts :
  - Le Pêcheur console[22] ;
  - Marine[23] ;
  - Orage sur Rome[24] ;
  - Paysage d'Italie[25].
- Saint-Brieuc, musée d'art et d'histoire : Portrait d'homme de guerre[26].
- Toulon, musée d'art de Toulon :
  - Effet de soleil brumeux ;
  - Brume du matin.

## Galerie

Œuvres de Charles-François Lacroix de Marseille
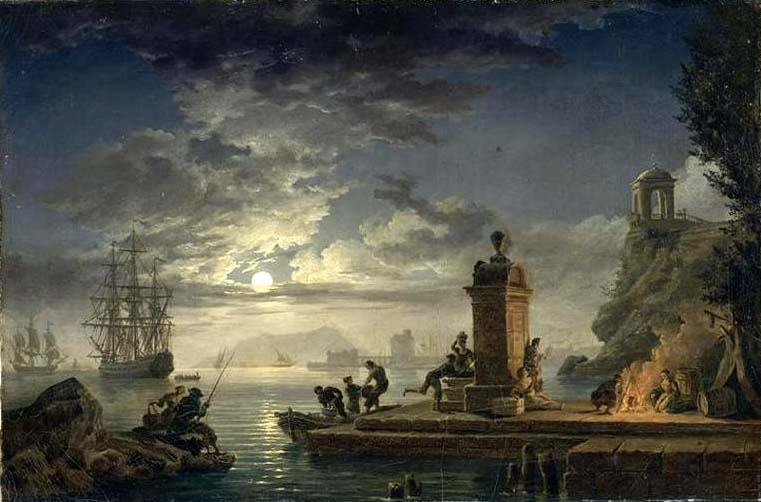
Marine, effet de nuit, Dijon, musée Magnin.
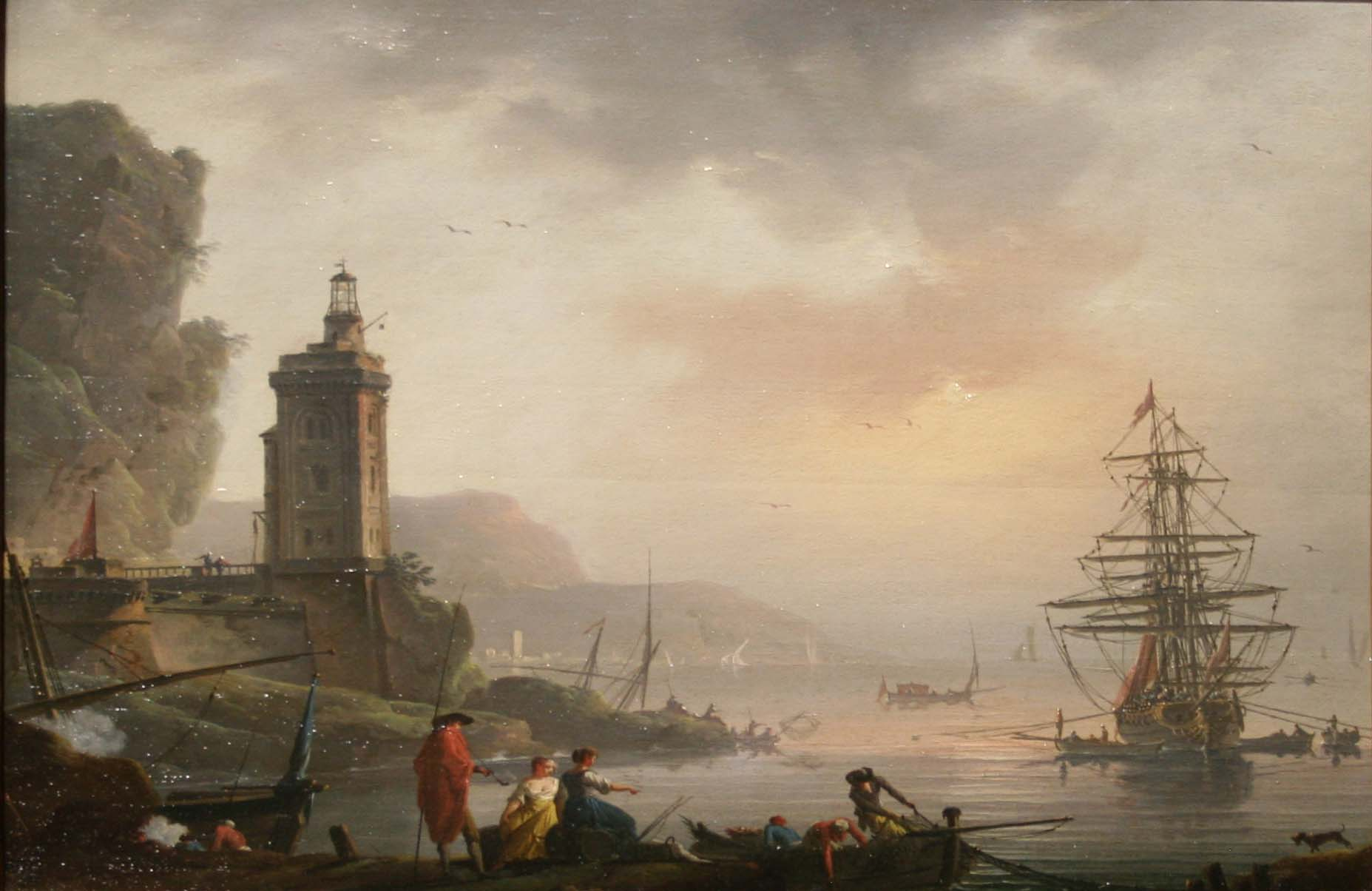
Bord de mer, musée des beaux-arts de Marseille.
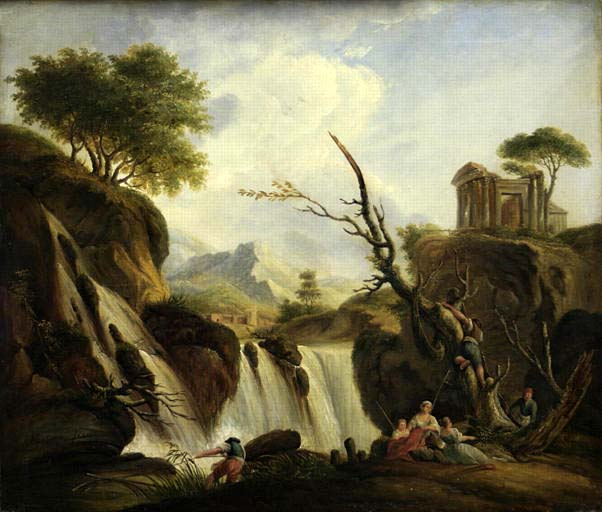
Les cascades de Tivoli, musée des beaux-arts de Libourne.
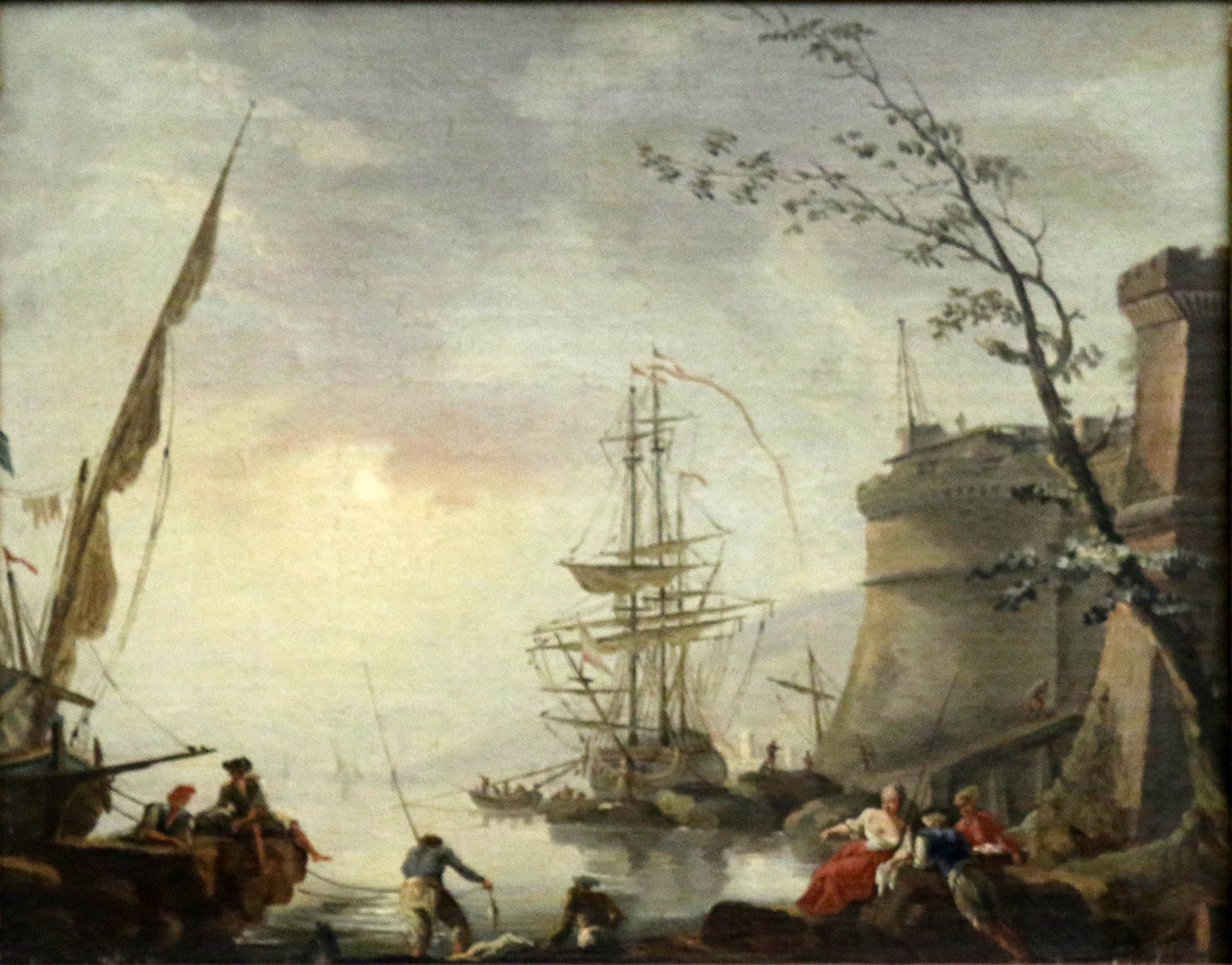
Effet de soleil brumeux, musée d'art de Toulon.
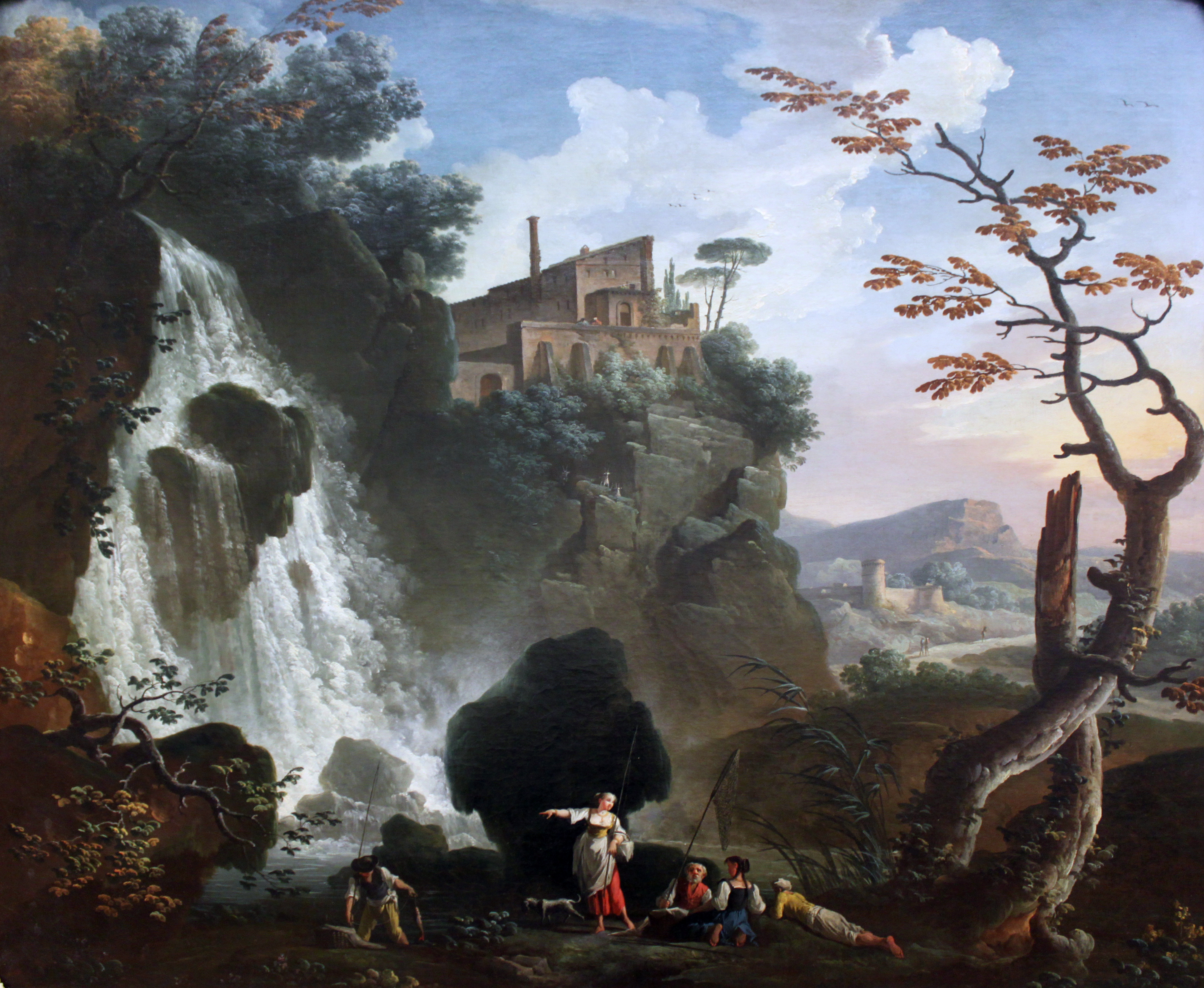
The Villa of Maecenas in Tivoli (1764), Berlin, musée de Bode.
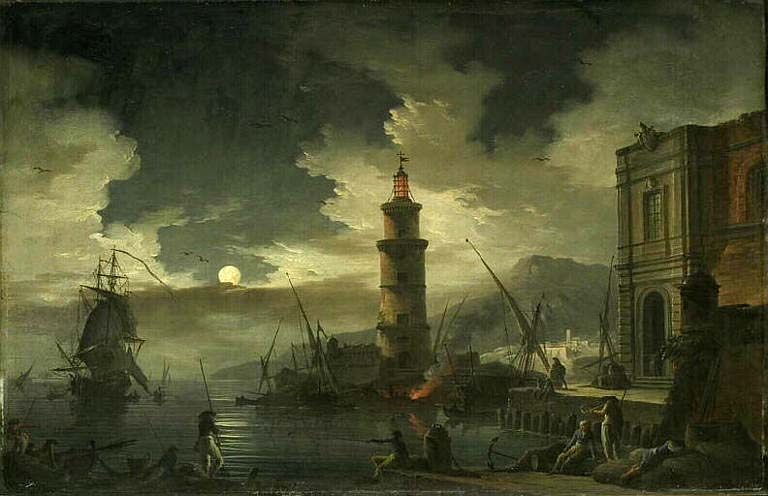
Marine de nuit (1765), musée des beaux-arts de Dijon.
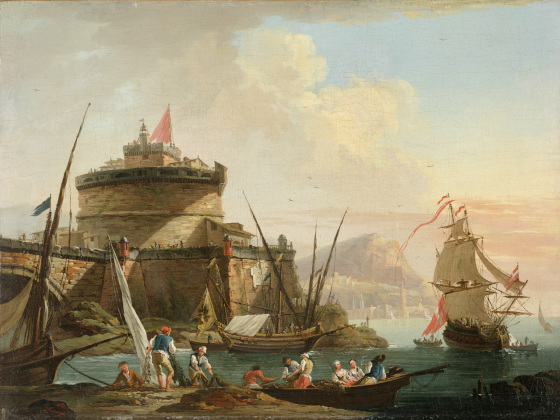
Scène portuaire au coucher du soleil (XVIIIe siècle) Dallas Museum of Art.